# Грюневальд (Бранденбург)
Грюневальд (нем. Grünewald) — община в Германии, в земле Бранденбург.
Входит в состав района Верхний Шпревальд-Лужица. Подчиняется управлению Руланд. Население составляет 587 человек (на 31 декабря 2010 года). Занимает площадь 13,44 км².
| Год  | Население |
| ---- | --------- |
| 2005 | 641       |
| 2010 | 602       |